# Gotthold Herxheimer
Gotthold Herxheimer (* 3. Oktober 1872 Wiesbaden; † 24. Februar 1936 Simon’s Town), der Sohn des jüdischen Arztes Salomon Herxheimer und seiner Frau Fanny Herxheimer (geb. Livingstone, vormals Löwenstein), war der erste Direktor des Pathologisch-anatomischen Instituts am Städtischen Krankenhaus in Wiesbaden.

## Leben
Gotthold Herxheimer konvertierte bereits in jungen Jahren zum evangelischen Glauben. 1891 wurde er während seines Studiums Mitglied der Straßburger Burschenschaft Arminia (später zu Tübingen). 1904 wurde er der erste Direktor am neu gegründeten pathologisch-anatomischen Institut am Städtischen Krankenhaus in Wiesbaden. Er verfasste zwei bis heute gültige Lehrbücher und begründete den bis in die Gegenwart herausragenden wissenschaftlichen Ruf dieses Institutes. Gotthold Herxheimer ließ sich 1911 von dem Berliner Architekten Bruno Paul an der Rosselstraße in Wiesbaden eine neoklassizistische Villa bauen, die auch heute noch erhalten ist. 1934 wurde er aufgrund des § 4 des Gesetzes zur Wiederherstellung des Berufsbeamtentums als Direktor des Pathologischen Instituts des Städtischen Krankenhauses in Wiesbaden entlassen und emigrierte in die Südafrikanische Union. Er starb 1936 an einem Herzinfarkt in Simon’s Town bei Kapstadt/Südafrika. Verheiratet war er seit 1911 mit Gertrude Edle von Poschinger aus der Buchenauer Glasmacher-Dynastie, die 1939 wieder ihren Geburtsnamen annahm.

## Veröffentlichungen von Gotthold Herxheimer
- Zur Kasuistik der Sclerodermie: Inauguraldissertation. J. Abel,  Greifswald 1896.
- Zusammen mit Isaac Walker Hall: Methods of morbid histology and clinical pathology. Green, Edinburgh 1905.
- Zusammen mit Ernst Schwalbe und Georg B. Gruber: Die Morphologie der Mißbildungen des Menschen und der Tiere, ein Lehrbuch für Morphologen, Physiologen, praktische Ärzte und Studierende. Fischer, Jena 1906.
- Zusammen mit Nikolaus Gierlich: Studien über die Neurofibrillen im Zentralnervensystem. J.F. Bergmann, Wiesbaden 1907.
- Grundriß der pathologischen Anatomie, von Hans Schmaus, 8. Auflage, neu bearbeitet und herausgegeben von G. Herxheimer. Bergmann, Wiesbaden 1907, in zahlreichen weiteren Auflagen unter dem Titel Grundlagen der pathologischen Anatomie erschienen, auch ins Russische übersetzt.
- Mißbildungen des Herzens und der großen Gefäße. G. Fischer, Jena 1910.
- Gewebsmißbildungen. G. Fischer, Jena 1913.
- Technik der pathologisch-histologischen Untersuchung. Bergmann, Wiesbaden 1912.
- Histologische Technik. Urban & Schwarzenbert, Berlin 1921 (= Handbuch der biologischen Arbeitsmethoden; 8,1).
- Hrsg.: Stoffwechselkrankheiten: Fortbildungsvorträge über Stoffwechsel- und verwandte Krankheiten. Karger, Berlin 1926.
- Krankheitslehre der Gegenwart: Strömungen und Forschungen in der Pathologie seit 1914. Theodor Steinkopff, Dresden 1927 (= Wissenschaftliche Forschungsberichte, Naturwissenschaftliche Reihe, 17).